# Raumflug-Planetarium „Sigmund Jähn“

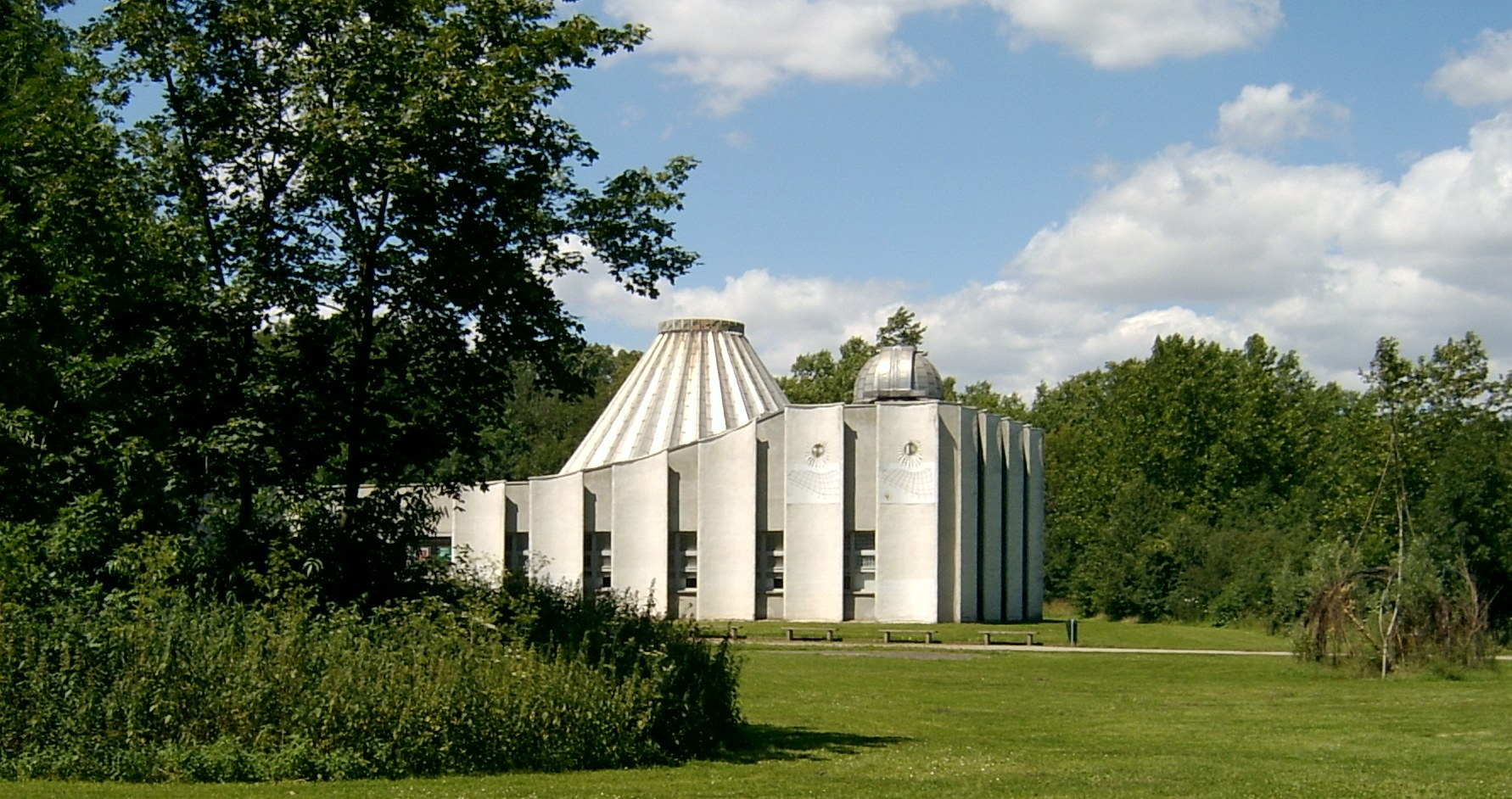
Raumflug-Planetarium „Sigmund Jähn“ in Halle (Saale), Außenbau, 2007

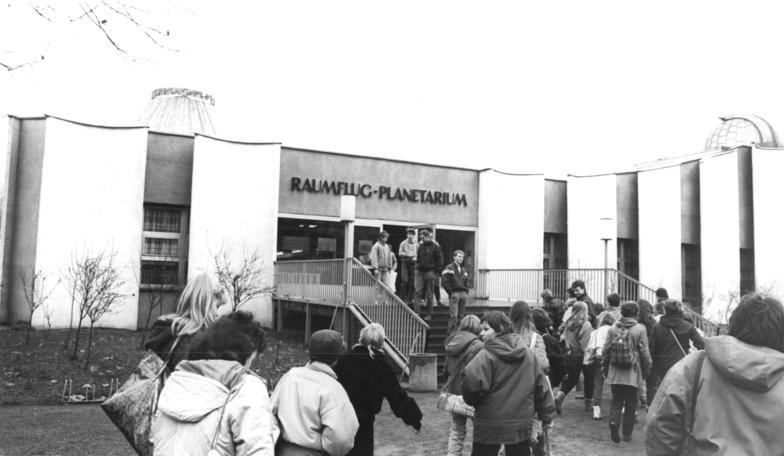
Das Planetarium war 1988 die größte schulastronomische Einrichtung der DDR.

Das Raumflug-Planetarium „Sigmund Jähn“ auf der Peißnitzinsel in Halle (Saale) war ein Mittelplanetarium mit 130 Sitzplätzen. Bauherr war die Stadt Halle und am 10. November 1978 wurde es nach zweijähriger Bauphase eröffnet. Das Planetarium trug den Namen zu Ehren von Sigmund Jähn, dem ersten deutschen Kosmonauten.
Als Planetariumsprojektor wurde Spacemaster DP2 von den Carl-Zeiss-Werken in Jena eingesetzt, als erster seiner Art war dieser manuell und auch vollautomatisch steuerbar. Das Planetarium hatte außerdem eine Sternwarte, ausgestattet mit einem Coudé-Refraktor, der aus der Astronomischen Station Johannes Kepler aus Halle-Kanena übernommen wurde.
Im November 2014 beschloss der Stadtrat von Halle den Abriss des Planetariums und einen Neubau im alten Gasometer am Holzplatz. Zunächst war der Abriss des denkmalgeschützten Planetariums für 2017 vorgesehen, die Abrissarbeiten begannen schließlich 2018.
Nach der Darstellung der Stadtratsfraktionen im Frühjahr 2018 beruhte der Abriss nur auf einem Missverständnis. Das Landesverwaltungsamt (LVwA) hatte nach eigenen Angaben doch keinen Abriss gefordert, sondern lediglich ausgeschlossen, beiden Projekten Gelder zur Verfügung zu stellen. Mehrere Initiativen zur Rettung des Gebäudekomplexes, darunter der Verein Peißnitzhaus und die Initiative „Schalendom“, wurden damit übergangen.

## Geschichte

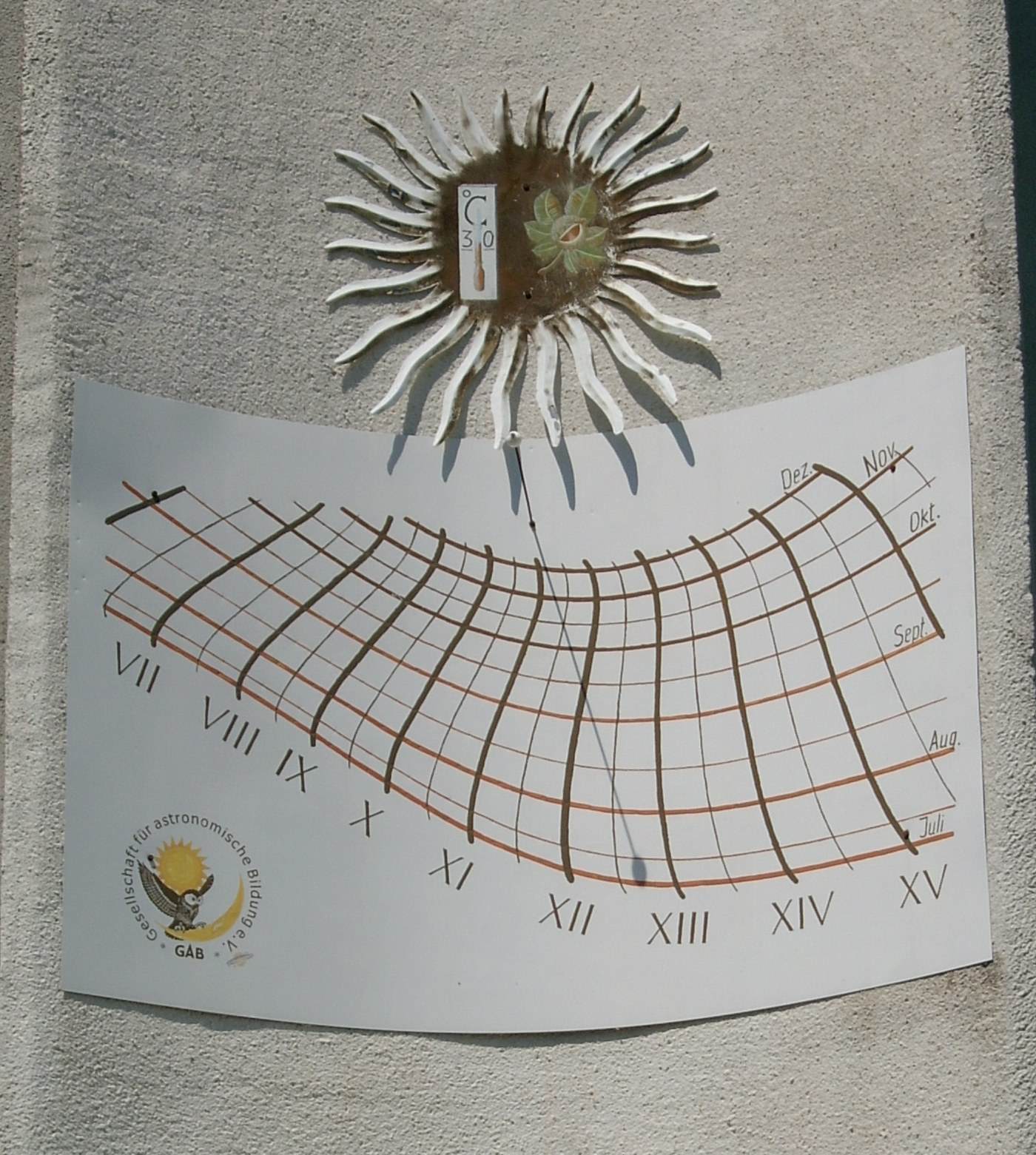
Sonnenuhr am Raumflug-Planetarium „Sigmund Jähn“, Halle (Saale)

Die Carl-Zeiss-Werke Jena präsentierten zu Beginn der 1970er-Jahre einen Planetariumsprojektor, der als Erster seiner Art manuell und voll automatisch steuerbar war. Sie suchten hierfür ein Planetarium als Referenzobjekt für Exportkunden, möglichst nahe der Leipziger Messe, wofür sich der damalige Oberbürgermeister der nahe gelegenen Stadt Halle Hans Pflüger nach einem Hinweis von Karl Kockel, dem Leiter des Planetariums Kanena, einsetzte und den Zuschlag erhielt. Das Gebäude wurde vom Architekten Klaus Dietrich mit dem Architekten und Bauingenieur Herbert Müller entworfen. 1976 begann der zweijährige Bau des Planetariums auf der Peißnitzinsel. Müller verwendete das von ihm entwickelte Bauelement einer langen und nur leicht gebogenen Halbröhre, der sogenannten HP-Schale. Damit errichtete er den eigentlichen Rundbau aus lediglich fünf verschiedenen Schalen-Typen zu jeweils 28 Stück. Das Planetarium war in dieser Form bis heute einzigartig. Am 10. November 1978 wurde es mit einer Feier eröffnet. Die Teleskope und Astrokameras der Sternwarte wurden von der Sternwarte der Astronomischen Station Johannes Kepler in Kanena übernommen.
Wegen seiner Lage auf der Peißnitzinsel wurde das Planetarium mehrere Male durch Hochwasser der Saale beschädigt. Nach dem Hochwasser 2013, bei dem auch der Projektor beschädigt wurde, entschloss sich die Stadt Halle als Eigentümerin den Standort aufzugeben und ein neues Planetarium an anderer Stelle zu errichten. Im November 2014 beschloss der Stadtrat von Halle den Abriss des Planetariums und den Neubau im alten Gasometer am Holzplatz. Der Abrissbeschluss wurde wegen der architektonischen Besonderheit des alten Planetariums kontrovers diskutiert.
Auch die Entscheidung für den neuen Standort wurde kritisiert, da es sich um ein altes Industrieareal handelt, dessen Boden mit Schadstoffen kontaminiert ist. Außerdem überstiegen die Baukosten von 8 Millionen Euro die Fördermittel aus dem Fluthilfefonds in Höhe von 6,8 Millionen Euro. Allerdings standen Fördermittel für ein neues Planetarium nur bei Abriss des Altbaus zur Verfügung. Seit Juni 2015 stand das ehemalige Raumflug-Planetarium unter Denkmalschutz. Dieser Schutz wurde ein Jahr später durch die Denkmalbehörde zugunsten des Neubaus auf dem Holzplatz aufgehoben.

## Ersatzneubau Gasometer Holzplatz
Das neue Planetarium entstand am Holzplatz auf der Saline-Insel zwischen Altstadt und Neustadt innerhalb der denkmalgeschützten Ziegelfassade des Gasometers, der 1891 fertiggestellt und 1972 stillgelegt wurde,. Die Saline-Insel war bereits als einer von sieben Standorten im Fokus der IBA Stadtumbau 2010, bei der ein Kultur-Gasometer mit neuer Glaskuppel geplant wurde. Das Gelände des ehemaligen Gaswerkes war bereits von 2004 bis 2005 bezüglich der Altlasten saniert worden. Nach dem Hochwasser 2013 und den Schäden am Raumflug Planetarium gab es schon ein Jahr später einen Entwurf mit einem Kuppelsaal oben auf dem Gasometer für einen großen Veranstaltungs- und Ausstellungsraum. Das Observatorium mit dem Teleskop sollte auf dem Fahrstuhlturm neben dem Gasometer gebaut werden. Dafür waren 6,8 Millionen Euro aus dem Fluthilfefonds von Bund und Ländern eingeplant, die weiteren Kosten in Höhe von 1,2 Millionen Euro sollten aus anderen Quellen finanziert werden. Es wurden zwar auch acht andere Standorte für einen Ersatzbau geprüft, vom Gasometer verspricht sich die Stadtverwaltung aber eine Revitalisierung des Holzplatzes in unmittelbarer Nähe zur Innenstadt und Entwicklungsimpulse für die Umgebung, insbesondere auf den Stadtteil Glaucha. Im Herbst 2015 wurde die Objektplanung für das neue Planetarium ausgeschrieben. Der Auftrag wurde an die Leipziger Filiale des Architekturbüros RKW Architektur + vergeben.

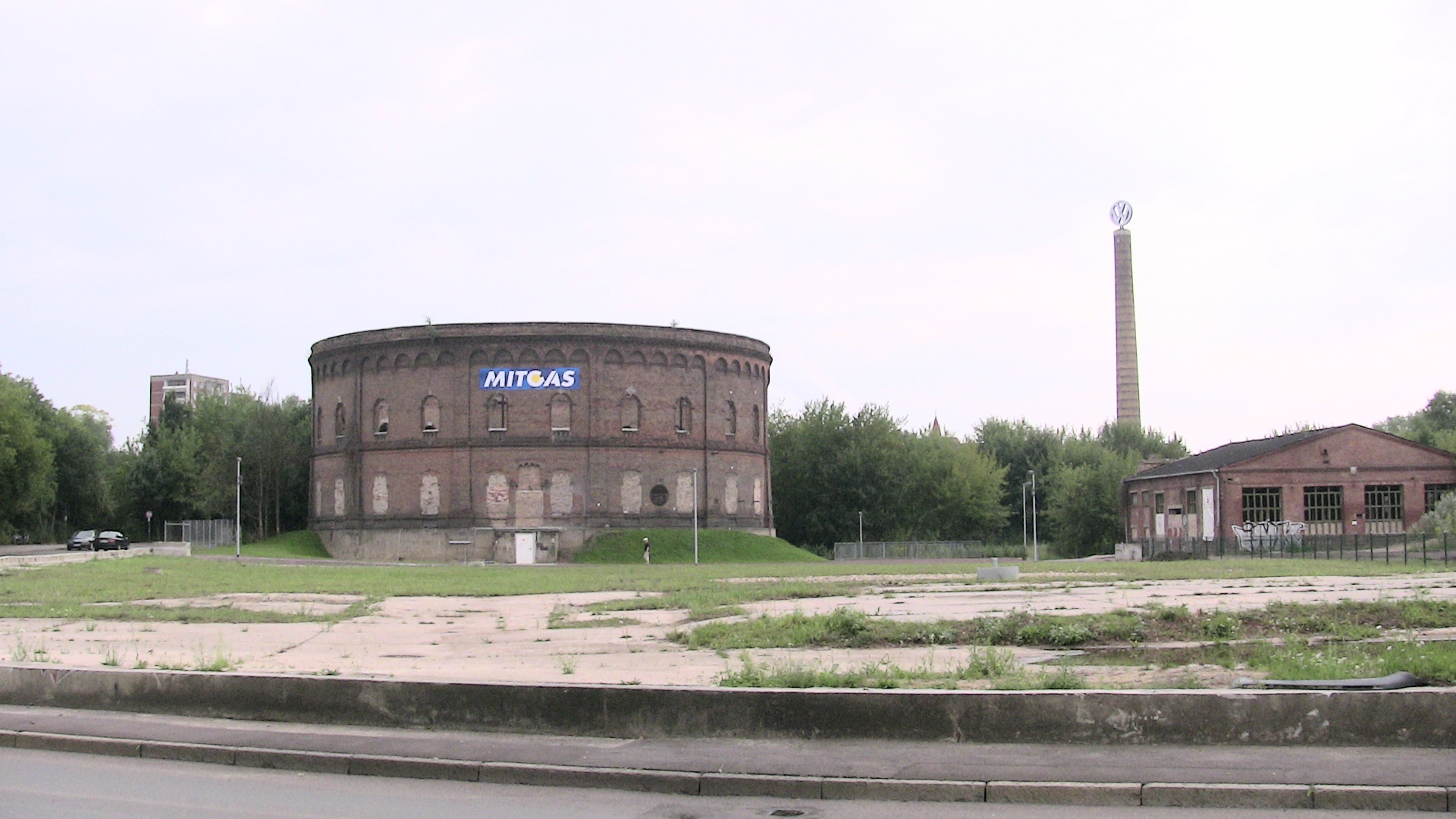
Gasometer am Holzplatz, 2008
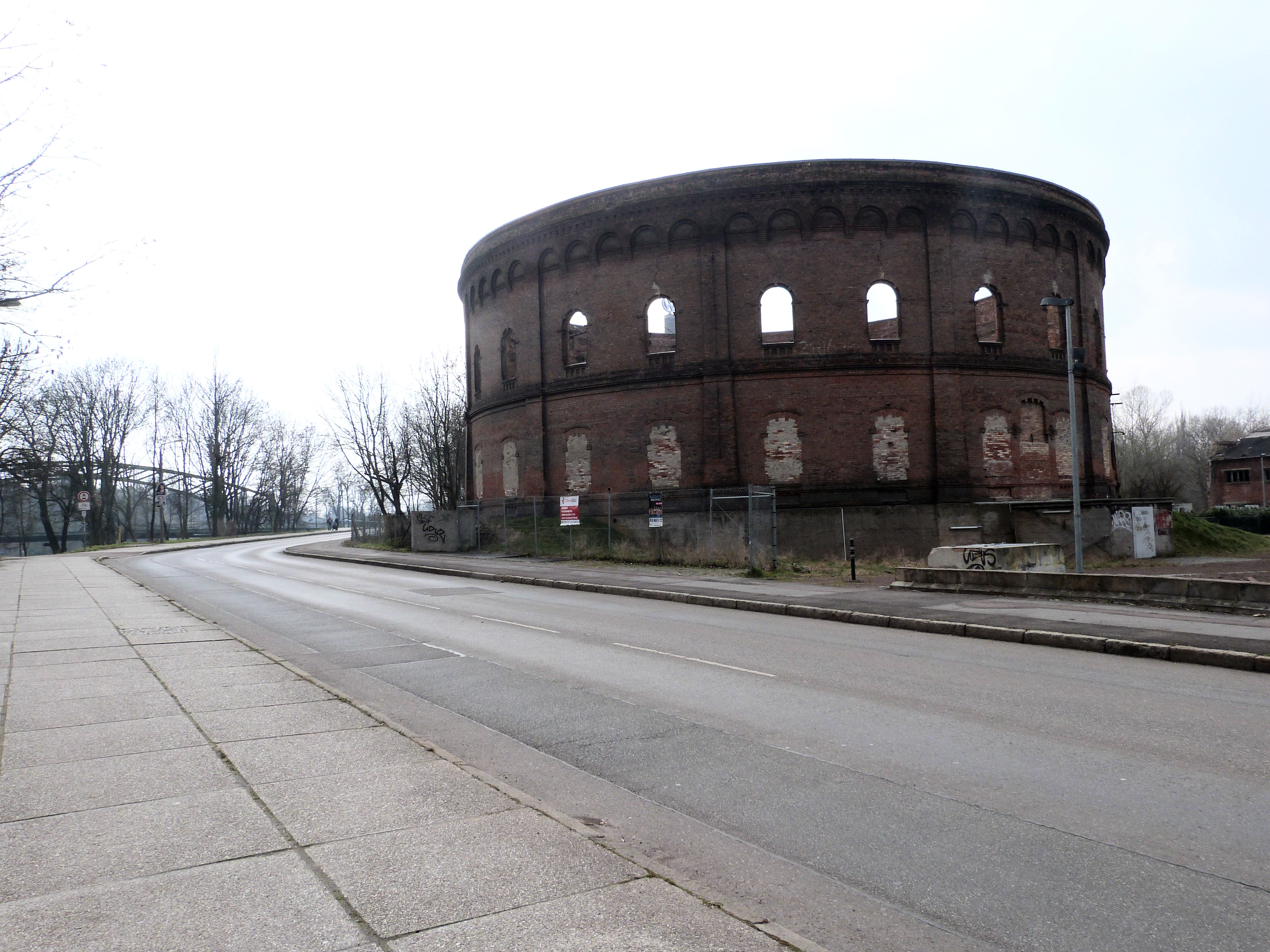
Gasometer am Holzplatz, links im Hintergrund die Genzmer-Brücke[18] über die Schiffersaale nach Glaucha, 2016
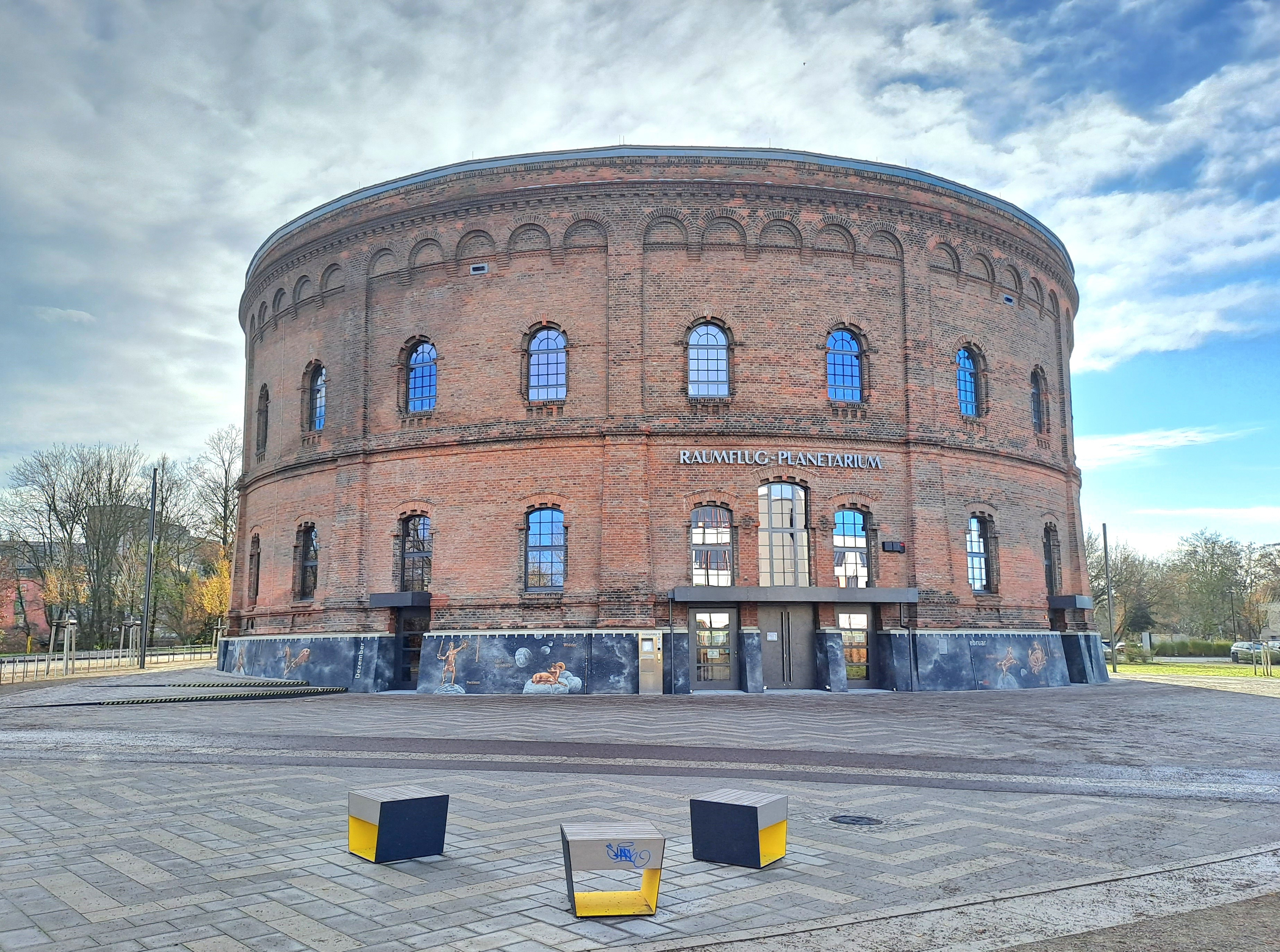
Planetarium Halle (Saale), Dezember 2023

Am 2. Juni 2016 wurden fast 14,2 Millionen Euro aus dem Fluthilfefonds als 100 Prozent Förderung für den Ersatzneubau des Planetariums bewilligt, wobei danach vom August 2017 bis Juni 2019 gebaut werden sollte.:5 In der Sitzung des Kulturausschusses am 7. September 2016 erklärte die Stadtverwaltung auf Nachfrage, dass das 2014 erstellte Konzept nur eine sehr grobe Vorplanung für den Fördermittelantrag war. Das neue Konzept sei konkreter, u. a. mit dem Denkmalschutz abgestimmt. Allein die zeitgemäße technische Ausstattung sei knapp 2,5 Millionen Euro teurer als in der Vorplanung angesetzt.:5
Das neue Konzept sieht vor, dass das Planetarium im Gasometer auf einer Bodenplatte errichtet wird, so dass der Erdgeschossfußboden 81 cm über der höchsten Hochwasserlinie HQ 100 liegt. Die denkmalgeschützte Ziegelfassade wird saniert und instand gesetzt. Der Namenszug RAUMFLUG PLANETARIUM wird am alten Planetarium demontiert und über dem Haupteingangsbereich angebracht. Durch raumhohe Verglasungen soll die ebenfalls denkmalgeschützte Innenfassade der Gasometerhülle vom Foyer und den Treppen aus erlebbar bleiben. Auch die noch vorhandenen Stahlteile der Industriearchitektur bleiben als sichtbare Zeugnisse des historischen Gasometers.
Das Gebäude wird eine Gesamtnettonutzfläche von 944,74 m² haben. Im Erdgeschoss sind geplant der Kuppelraum, der Eingangs- und Foyerbereich mit Kasse, Garderobe, Ausstellung und Shop, Cafeteria mit Cateringküche, Technikräume und Sanitärräume. Im Ausstellungsbereich soll u. a. der nicht mehr funktionstüchtige Projektor aus dem alten Planetarium zu sehen sein. Die Kuppel wird zwölf Meter Durchmesser haben. Der Kuppelraum wird mit 110 Stühlen bestückt, die leicht demontierbar sein werden. Damit wird es möglich, auch andere Veranstaltungen, Events bzw. Shows durchzuführen.

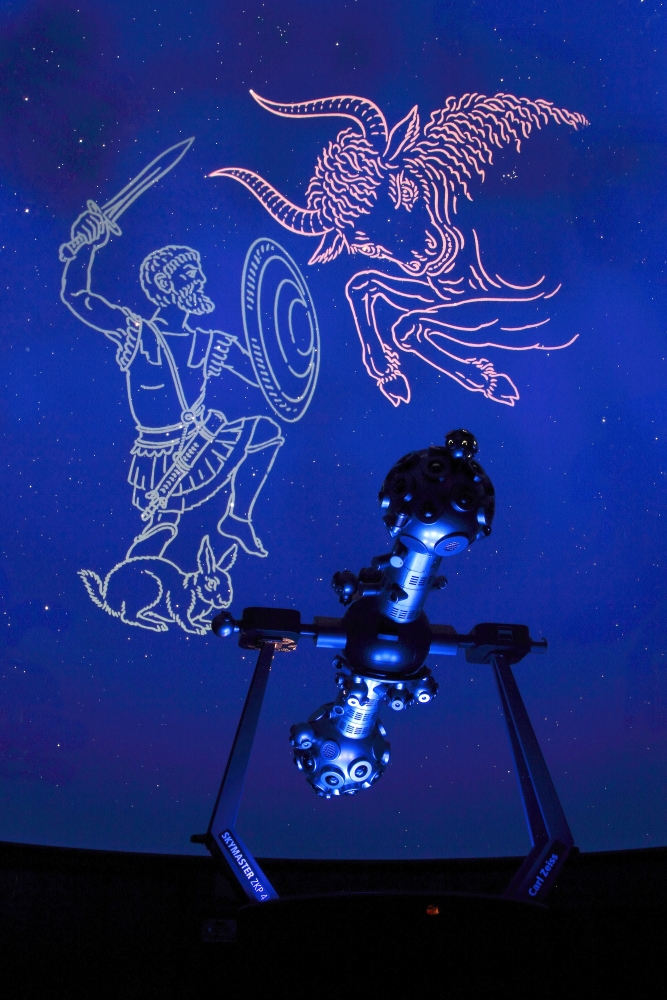
Projektor ZKP4 im Planetarium Reims, Frankreich, 2013

Über zwei innenliegende Treppen werden das Obergeschoss und die Beobachtungsplattform erschlossen. Im Obergeschoss sind vorgesehen ein Vortragsraum für ca. 80 Personen, ein Unterrichtsraum für 29 Personen, die Bibliothek mit Computerarbeitsplätzen, Büroräume mit einem Besprechungsraum und die erforderlichen Sanitärräume. Auf der Beobachtungsterrasse können zum Beispiel mobile Fernrohre zur Beobachtung des Sternenhimmels aufgestellt werden. Ein Rundgang auf dem Dach wird eine Sicht auf die Stadt aus einer erhöhten Perspektive ermöglichen. Das Observatorium ist oberhalb des Niveaus der Beobachtungsterrasse geplant.
Anders als die anderen Bereiche ist das Teleskop der Sternwarte konstruktionsbedingt nicht barrierefrei erreichbar. Um die direkte Sternenbeobachtung auch Menschen mit Behinderung zu ermöglichen, ist hier die Übertragung des Teleskopbilds in die Kuppel mit einem sogenannten Digital Interface geplant. Für das Planetarium ist ein Sternenprojektor Zeiss ZKP4 in Verbindung mit Zeiss „Velvet“ Projektoren vorgesehen. Die sogenannte „Powerdome Bibliothek“ enthält u. a. nahezu alle im alten Planetarium vorhandenen digitalen und virtuellen Darstellungen des Planetensystems. Die im neuen System enthaltene Software und die integrierte digitale Bild-Bibliothek ermöglichen es, neue digitale und virtuelle Darstellungen auf Kauf-/Mietbasis zu erwerben oder auch eigene Vorführungen zu produzieren. Ein „KVM Matrix System“ verbindet die Kuppel, das Produktionsstudio und die Sternwarte mit der zugehörigen Technik, so dass eine zentrale oder dezentrale Bedienung möglich wird.
Die Stadt Halle (Saale) ist Eigentümerin des gesamten Areals Holzplatz. Die für den Betrieb des Planetariums erforderlichen 28 Pkw-Stellplätze, zwei Behindertenstellplätze und zwei Busparkplätze werden südlich des Gasometers auf dem städtischen Gelände errichtet. Zudem sind 32 Fahrradstellplätze an der Ostseite des Gasometers vorgesehen.:3–5
Im Juli 2017 wurde bekannt, dass der Baubeginn aufgrund der noch andauernden baufachlichen Prüfung auf Frühjahr 2018 verschoben werden musste. Der erste Spatenstich war am 21. Januar 2019. Die Eröffnung des Planetariums sollte ursprünglich 2021 stattfinden. Wegen Herstellungs-Fehlern muss jedoch die Kuppel neu produziert und installiert werden, was die Eröffnung auf Anfang 2023 verschiebt. Auf Beschluss des Stadtrats von Halle soll der Neubau des Planetariums nicht mehr den Namen „Sigmund Jähn“ tragen. Es wurde ein Wettbewerb für Kunst am Bau durchgeführt, den Etienne Dietzel mit As far as the eye can see gewann. Zudem sollen einige geborgene Reste des alten Planetariums (Metallkranz, Refraktor, Schriftzug, Sonnenuhr) integriert werden.
Nach vierjähriger Bauzeit wurde das „Planetarium Halle“ am 30. März 2023 eröffnet.